# Urtzi Iriondo
Urtzi Iriondo Petralanda (ur. 30 stycznia 1995 w Zeberio) – hiszpański piłkarz występujący na pozycji obrońcy.